# Patience (chanson de Tame Impala)
Pour les articles homonymes, voir Patience (homonymie).
Singles de Tame Impala
The Less I Know the Better
(2015) Borderline
(2019)
Patience est une chanson du projet musical australien Tame Impala. Elle est sortie le 22 mars 2019 chez Modular Recordings en tant que single. La chanson est écrite et produite par Kevin Parker, et qui est son premier single depuis The Less I Know the Better sorti en 2015. Patience a été incluse comme piste bonus dans l'édition japonaise du quatrième album de Tame Impala, The Slow Rush.
Aux ARIA Music Awards de 2019, Kevin Parker a été nommé pour le producteur de l'année et l'ingénieur du son de l'année pour son travail sur ce morceau. Le magazine Complex a classé Patience comme la 25e meilleure chanson de 2019, tandis que Billboard l'a classée 64e sur sa liste des meilleures chansons de 2019 et Triple J l'a classée 52e dans son classement Triple J Hottest 100 de 2019.

## Composition
Patience a été décrite comme une chanson disco psychédélique, « soft rock atmosphérique et rythmé », « yacht rock » et une « tournure ludique et dance sur la pop psychédélique du groupe de Perth ». Selon un communiqué de presse, la chanson a été inspirée par la musique disco des années 1970 et la house des années 1990. Le Rolling Stone a décrit la chanson comme Kevin Parker chantant « légèrement sur un groove lumineux et coloré ».

## Sortie et promotion
La sortie de Patience a été annoncé par Kevin Parker le 22 mars 2019, affirmant sur Instagram qu'une nouvelle chanson serait publiée dans « une heure ».

## Liste des pistes
| 1. | Patience | 4:52 |

## Personnel
- Kevin Parker – chant, instruments, production, mixage, ingénieur du son
- Dave Cooley – matriçage

## Classements et certifications
| Classement (2019)                      | Meilleure position |
| -------------------------------------- | ------------------ |
| Australie (ARIA)                       | 63                 |
| Belgique (Flandre Ultratip 100)        | 3                  |
| Belgique (Flandre Ultratop 50 Airplay) | 43                 |
| Belgique (Wallonie Ultratip 50)        | 36                 |
| Écosse (OCC)                           | 90                 |
| États-Unis (Hot Rock Songs)            | 10                 |
| États-Unis (Alternative Digital Songs) | 7                  |
| États-Unis (Adult Alternative Songs)   | 11                 |
| États-Unis (Rock Airplay)              | 45                 |
| France (SNEP Ventes)                   | 133                |
| Irlande (IRMA)                         | 68                 |
| Nouvelle-Zélande Hot Singles (RMNZ)    | 9                  |
| Royaume-Uni (UK Singles Chart)         | 79                 |
| Royaume-Uni (UK Rock Chart)            | 4                  |

| Classement (2019)                    | Position |
| ------------------------------------ | -------- |
| États-Unis (Hot Rock Songs)          | 75       |
| États-Unis (Adult Alternative Songs) | 42       |
| Portugal (AFP)                       | 1981     |

## Historique de sortie
| Pays   | Date         | Format                       | Label                   | Réf.   |
| ------ | ------------ | ---------------------------- | ----------------------- | ------ |
| Divers | 22 mars 2019 | - Téléchargement - streaming | - Modular (en) - Island | [ 13 ] |